# María Pedraza
María Pedraza Morillo (Madrid, 26 gennaio 1996) è un'attrice e ballerina spagnola.

## Biografia
Inizia la sua carriera da attrice partecipando come protagonista al film Amar, diretto dal regista Esteban Crespo, che la scopre attraverso il suo profilo Instagram. Nel 2017 prende parte alla serie televisiva La casa di carta, serie prodotta da Netflix, interpretando Alison Parker. Nello stesso anno recita nella serie Si fueras tú, prodotta da RTVE. Nel 2018 prende parte alla serie TV Netflix Élite interpretando Marina Nunier Osuna, protagonista della prima stagione della serie. Nel 2019 ha interpretato l'avvocato Triana nella serie Netflix Toy Boy. Nel 2023 ha interpretato la parte di Esther nel film Awareness diretto dal regista Daniel Benmayor, trasmesso da prime video.

## Vita privata
Dal 2018 al 2021 ha avuto una relazione con l'attore Jaime Lorente, che ha conosciuto sul set della serie televisiva La casa di carta. 
Dal 2022 al 2023 è stata legata all'attore Alex Gonzalez, conosciuto sul set della serie televisiva Toy Boy.

## Filmografia

### Cinema
- Amar, regia di Esteban Crespo (2017)
- Chi porteresti su un'isola deserta? (¿A quién te llevarías a una isla desierta?), regia di Jota Linares (2019)
- El verano que vivimos, regia di Carlos Sedes (2020)
- Poliamor para principiantes, regia di Fernando Colomo (2021)
- Las niñas de cristal, regia di Jota Linares (2022)
- Awareness - La realtà è un'illusione (Awareness), regia di Daniel Benmayor (2023)

### Televisione
- La casa di carta (La casa de papel) – serie TV, 15 episodi (2017)
- Si fueras tú – miniserie TV, 8 episodi (2017)
- Élite – serie TV, 8 episodi (2018)
- Toy Boy – serie TV, 21 episodi (2019 - in corso)
- Rapina al Banco Central (Asalto al Banco Central) – miniserie TV, 5 episodi (2024)

## Doppiatrici italiane
Nelle versioni in italiano dei suoi film, María Pedraza è stata doppiata da:
- Joy Saltarelli in Élite, Chi porteresti su un'isola deserta?, Toy Boy, Awareness - La realtà è un'illusione
- Rossa Caputo ne La casa di carta, Rapina al Banco Central